# 刁斗
刁斗（1960年—），本名刁铁军，遼寧瀋陽人，中國當代作家。

## 主要作品

### 長篇小說
- 私人档案
- 证词
- 回家
- 我哥刁北年表
- 親合

### 短篇小说集
- 骰子一掷
- 独自上升
- 痛哭一晚
- 为之颤抖
- 重现的镜子
- 爱情是怎样制造出来的

### 诗集
- 爱情纪事